# یواس‌اس بمازین (وای‌تی-۲۳۸)
یواس‌اس بمازین (وای‌تی-۲۳۸) (به انگلیسی: USS Bomazeen (YT-238)) یک کشتی بود که طول آن ۱۴۲ فوت ۰ اینچ (۴۳٫۲۸ متر) بود. این کشتی در سال ۱۹۱۹ ساخته شد.